# Euxoa lapidosa
Euxoa lapidosa là một loài bướm đêm trong họ Noctuidae.